# Planta (stacja kolejowa)
Planta – stacja kolejowa – baza przeładunkowa w Plancie koło Narewki, w województwie podlaskim, w Polsce. Znajduje się tu rampa przeładunkowa (z toru szerokiego na normalny) oraz dwie bocznice zakładowe.